# Joel Sturm
Joel Sturm (Brühl, 29 november 2001) is een Duits autocoureur.

## Carrière
Sturm begon zijn autosportcarrière in het karting op achtjarige leeftijd. In 2020 stapte hij over naar de GT-racerij en nam hij deel aan de ADAC GT4 Germany voor het Team Allied-Racing, waar hij de auto met Dennis Fetzer deelde. Hij behaalde een podiumfinish in de seizoensfinale op de Motorsport Arena Oschersleben en werd met 100 punten zevende in het kampioenschap.
In 2021 reed Sturm een volledig seizoen in de Silver-klasse van de GT4 European Series voor het team Allied Racing, waar hij de auto met Nicolaj Moller Madsen deelde. Hij behaalde twee overwinningen op het Circuit de Spa-Francorchamps en het Circuit de Barcelona-Catalunya en stond ook op het Circuit Zandvoort een keer op het podium. Met 87 punten werd hij zesde in de eindstand. Tevens reed hij in twee races van de GT World Challenge Europe Endurance Cup en in drie races van de ADAC GT4 Germany voor Allied. In de GT World Challenge kwam hij niet verder dan een veertiende plaats op de Nürburgring, terwijl hij in de GT4 een zege op de Hockenheimring Baden-Württemberg behaalde.
In 2022 kwam Sturm uit in een volledig seizoen van de GT World Challenge Europe Endurance Cup, waarin hij in de Silver Cup bij Allied een auto met Dominik Fischli en Patrik Matthiesen deelde. Een zevende plaats op Spa-Francorchamps was zijn beste resultaat en hij eindigde met 10 punten op plaats 24 in het eindklassement. Tevens reed hij in de ADAC GT Masters bij hetzelfde team, waar hij een auto met Sven Müller deelde. Hij behaalde twee podiumplaatsen op de Nürburgring en werd met 106 punten tiende in het kampioenschap.
In 2023 bleef Sturm actief in de GT World Challenge Europe Endurance Cup, waarin hij voor het team Pure Rxcing met Klaus Bachler en Aleksandr Malychin in de Bronze-klasse de auto deelde. Hij won de seizoensopener op het Autodromo Nazionale Monza en stond ook in de 24 uur van Spa-Francorchamps op het podium. Met 69 punten werd hij vijfde in de eindstand.
In 2024 begon Sturm het seizoen in de Asian Le Mans Series bij Pure Rxcing, waarin hij samen met Bachler en Malychin races op het Sepang International Circuit en het Dubai Autodrome won en werd gekroond tot kampioen in de GT-klasse. Vervolgens debuteerde hij in het FIA World Endurance Championship 2024, waarin hij in de nieuwe LMGT3-klasse uitkwam. In de seizoensopener, de 1812 kilometer van Qatar, behaalde hij direct zijn eerste zege in het kampioenschap.